# Paloma del Río
Paloma del Río Cañadas (Madrid, 4 de abril de 1960) es una periodista española. Ha puesto su voz a las transmisiones de Televisión Española de gimnasia rítmica, gimnasia artística, patinaje artístico e hípica. Ha ocupado diferentes cargos en la Dirección de Deportes de TVE; redactora jefe (2008-2009), directora de Programas Deportivos (2009-2013) y coordinadora de Patrocinios y Federaciones (2013-2023).
Ha cubierto campeonatos de Europa y del Mundo, nueve Juegos Olímpicos de Verano y siete de Invierno. En 2015 recibió la Medalla de Oro de la Real Orden del Mérito Deportivo y ese mismo año publicó su libro autobiográfico Enredando en la memoria. Jubilada en 2023, fue galardonada con el Premio Nacional de Televisión 2024. 
Se la considera parte de la generación de mujeres pioneras en el periodismo deportivo español junto a Mari Carmen Izquierdo, Mercedes Milá, María Antonia Martínez, Elena Sánchez Caballero, Olga Viza, Mari Cruz Esteban o María Escario.

## Biografía
Tras acabar el Bachillerato realizó un curso de auxiliar de clínica y empezó a trabajar en el turno de noche de la UVI del Hospital Ruber Internacional  de Madrid para pagarse sus estudios. En su tiempo libre continuó con los estudios de COU, e inició la carrera de Ciencias de la Información en Periodismo en la Facultad de Ciencias de la Información (Universidad Complutense de Madrid) sin abandonar el trabajo. 
Acabó la carrera con el segundo mejor expediente, por lo que pudo optar en 1986 a una beca de RTVE Instituto para hacer prácticas en televisión, en el Área de Deportes de los Informativos de Televisión Española. A los pocos meses aprobó unas oposiciones que le permitieron mantener su puesto en RTVE.
Tras una remodelación interna de los Servicios Informativos de TVE, pasó a realizar transmisiones deportivas, la primera de ellas un encuentro de tenis de mesa en Sevilla. Al mes siguiente, en junio de 1987, transmitió para La 2 el Campeonato de España Individual de Gimnasia Rítmica de Palma de Mallorca (en sustitución de María Escario, que empezó a presentar Telediarios), pasando desde entonces a comentar otros numerosos eventos de esta disciplina, como el Campeonato Mundial de Gimnasia Rítmica, el Campeonato Europeo de Gimnasia Rítmica, la Copa del Mundo de Guadalajara (2016-2018) o el Euskalgym (2017). Más adelante comenzó a transmitir también gimnasia artística (en sustitución de Olga Viza, que comenzó a presentar Estadio 2 en Barcelona). 
De 1988 a 1989, Paloma fue subdirectora de Domingo deporte. Al poco tiempo también empezó a transmitir hípica, y desde 1994, patinaje artístico. A lo largo de los años ha contado en varias ocasiones con la ayuda como comentaristas de exdeportistas de dichas disciplinas, como José Novillo en las retransmisiones de gimnasia artística, o como Susana Mendizábal, Maisa Lloret, María Martín o Almudena Cid en las de gimnasia rítmica.
Entre 2005 y 2008 fue editora del programa Olímpicos. ADO 2008 y posteriormente fue la jefa de redacción de las transmisiones de los Juegos Olímpicos de Pekín.

En septiembre de 2011 le fue otorgada la Medalla de Plata de la Real Orden del Mérito Deportivo junto a María Escario.

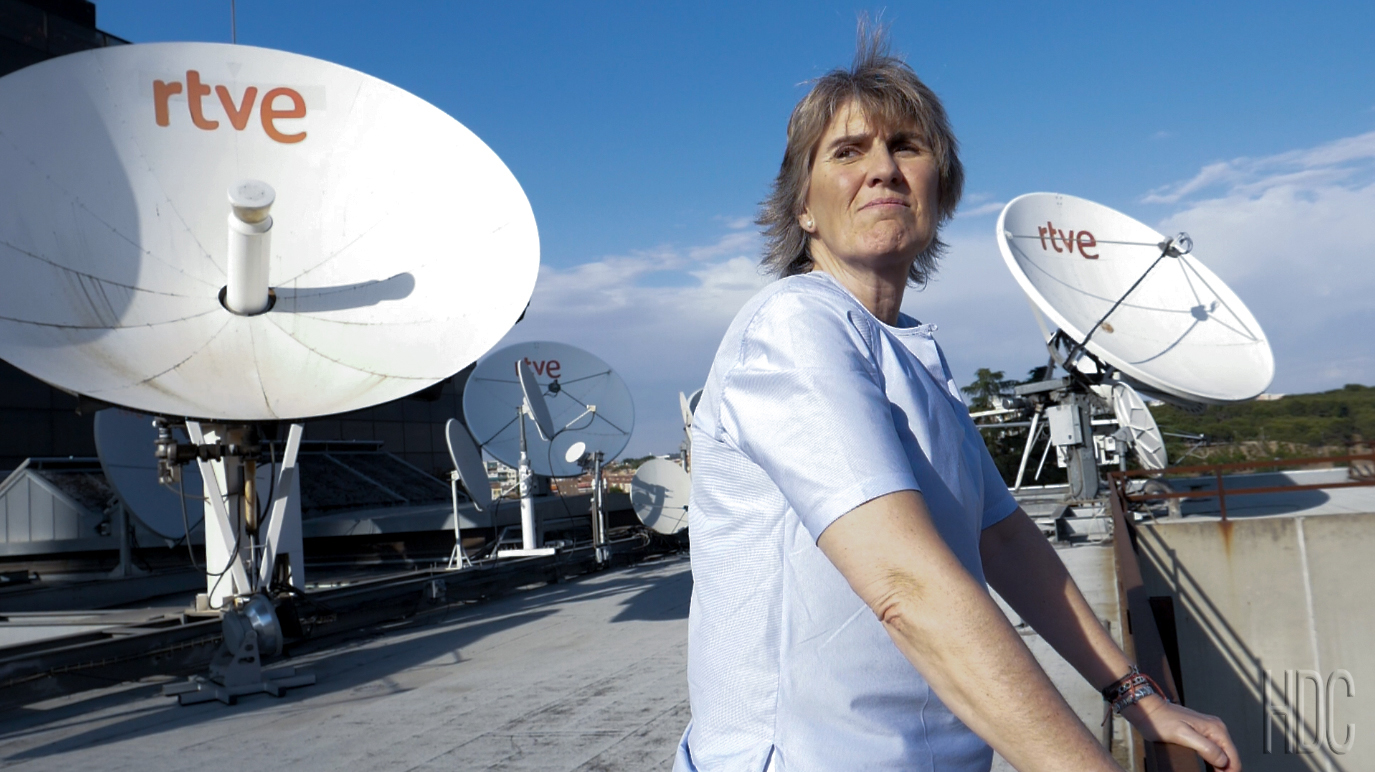
Paloma en los estudios de RTVE en Torrespaña para el documental Hijas de Cynisca (2019).

El 31 de agosto de 2015 se le concedió la Medalla de Oro de la Real Orden del Mérito Deportivo, otorgada por el Consejo Superior de Deportes, siendo la primera periodista en recibirla. El 16 de noviembre de ese mismo año presentó su libro de memorias deportivas y personales Enredando en la memoria, de la editorial Libros.com, en la sede del CSD. En ese mismo acto se le hizo entrega de la Medalla de Oro de la Real Orden del Mérito Deportivo.
En junio de 2017 fue embajadora de los Juegos del Orgullo 2017. Desde el 17 de septiembre de 2017 hasta 2023 colabora con una sección deportiva en el programa No es un día cualquiera de Radio Nacional de España. Ha sido ponente en multitud de conferencias, mesas redondas, ponencias y másteres deportivos sobre temas como Mujer y deporte, Deporte minoritario y Olimpismo.
En julio de 2018 se anunció su candidatura a la presidencia de RTVE, aunque en diciembre no pasó el corte final y se quedó fuera de la lista de los 20 candidatos a presidir el ente público. Posteriormente, ella y otros candidatos excluidos presentaron recurso ante esta resolución, que se hizo pública en noviembre de 2020.
En agosto de 2021 durante los Juegos Olímpicos de Tokio 2020 finalizó su etapa de comentarista olímpica, puesto que para los Juegos Olímpicos de París 2024 estaría jubilada. Continuó en las trasmisiones de competiciones mundiales y eventos europeos.
El 27 de agosto de 2023, en la final del Campeonato Mundial de Gimnasia Rítmica, celebrado en Valencia, hizo su última retransmisión deportiva por jubilarse unos días después, el 5 de septiembre. El público asistente al pabellón deportivo la despidió con una gran ovación, coreando su nombre y exhibiendo pancartas de reconocimiento, y su compañera de transmisión, Almudena Cid, le dedicó unas palabras de agradecimiento.
Tras su jubilación ha continuado en actividad investigando sobre las mujeres deportistas, sensibilizando contra el machismo en el deporte y dando conferencias, talleres, ponencias motivacionales sobre las mujeres, el deporte y el papel de los medios de comunicación.

## Vida personal
En junio de 2015 apareció en la lista de los 50 homosexuales más influyentes de España, elaborada por La Otra Crónica de El Mundo. En la semana del Orgullo Mundial 2017 explicó en una entrevista la normalidad en la que vive su condición sexual señalando «Nunca pensé que tuviera que avergonzarme por ser lesbiana» e indicando que Martina Navratilova ha sido un referente para ello.

## Listado de competiciones cubiertas destacadas
| Cobertura desde 1986 hasta 2023 de diversos Mundiales y Europeos de diversas disciplinas: |
| --- |
| - Gimnasia rítmica: Más de 50 Mundiales y Europeos, varios Campeonatos de España Individuales y de Conjuntos, Copa del Mundo de Guadalajara (2016 - 2018) y Euskalgym (2017). - Gimnasia artística: Más de 50 Mundiales y Europeos de gimnasia artística masculina y femenina. - Patinaje artístico sobre hielo: Numerosos Mundiales y Europeos, desde 1994. - Hípica: Varios Mundiales y Europeos. |

| Cobertura desde 1988 hasta 2021 de 9 Juegos Olímpicos de Verano: |
| --- |
| - 1988: Juegos Olímpicos de Seúl. - 1992: Juegos Olímpicos de Barcelona. - 1996: Juegos Olímpicos de Atlanta. - 2000: Juegos Olímpicos de Sídney. - 2004: Juegos Olímpicos de Atenas. - 2008: Juegos Olímpicos de Pekín. Además fue jefa de redacción del operativo de TVE y encargada de la cobertura en HD. - 2012: Juegos Olímpicos de Londres. Además fue editora y encargada de la cobertura en La 1, Teledeporte y HD. - 2016: Juegos Olímpicos de Río. - 2021: Juegos Olímpicos de Tokio. |

| Cobertura desde 1994 hasta 2022 de 7 Juegos Olímpicos de Invierno |
| --- |
| - 1994: Juegos Olímpicos de Lillehammer. - 1998: Juegos Olímpicos de Nagano. - 2002: Juegos Olímpicos de Salt Lake City. - 2006: Juegos Olímpicos de Turín. - 2010: Juegos Olímpicos de Vancouver. Además fue editora y jefa del equipo de TVE. - 2014: Juegos Olímpicos de Sochi. Además fue coordinadora de contenidos del operativo de TVE. - 2022: Juegos Olímpicos de Beijing. |

| Cobertura desde 1987 hasta 2018 de 4 Juegos Mediterráneos |
| --- |
| - 1987: Juegos Mediterráneos de Latakia. - 2001: Juegos Mediterráneos de Túnez. - 2005: Juegos Mediterráneos de Almería. - 2018: Juegos Mediterráneos de Tarragona. |

## Premios, reconocimientos y distinciones

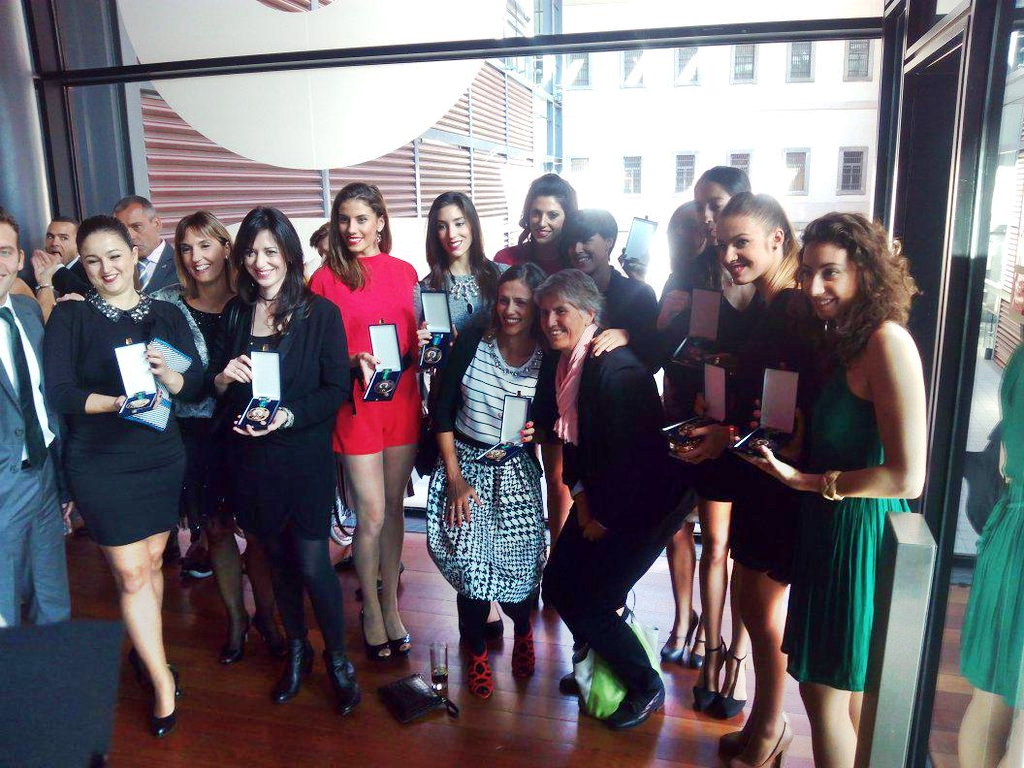
Paloma (centro) junto a las Niñas de Oro y el Equipaso en la entrega de la Real Orden del Mérito Deportivo (2015).

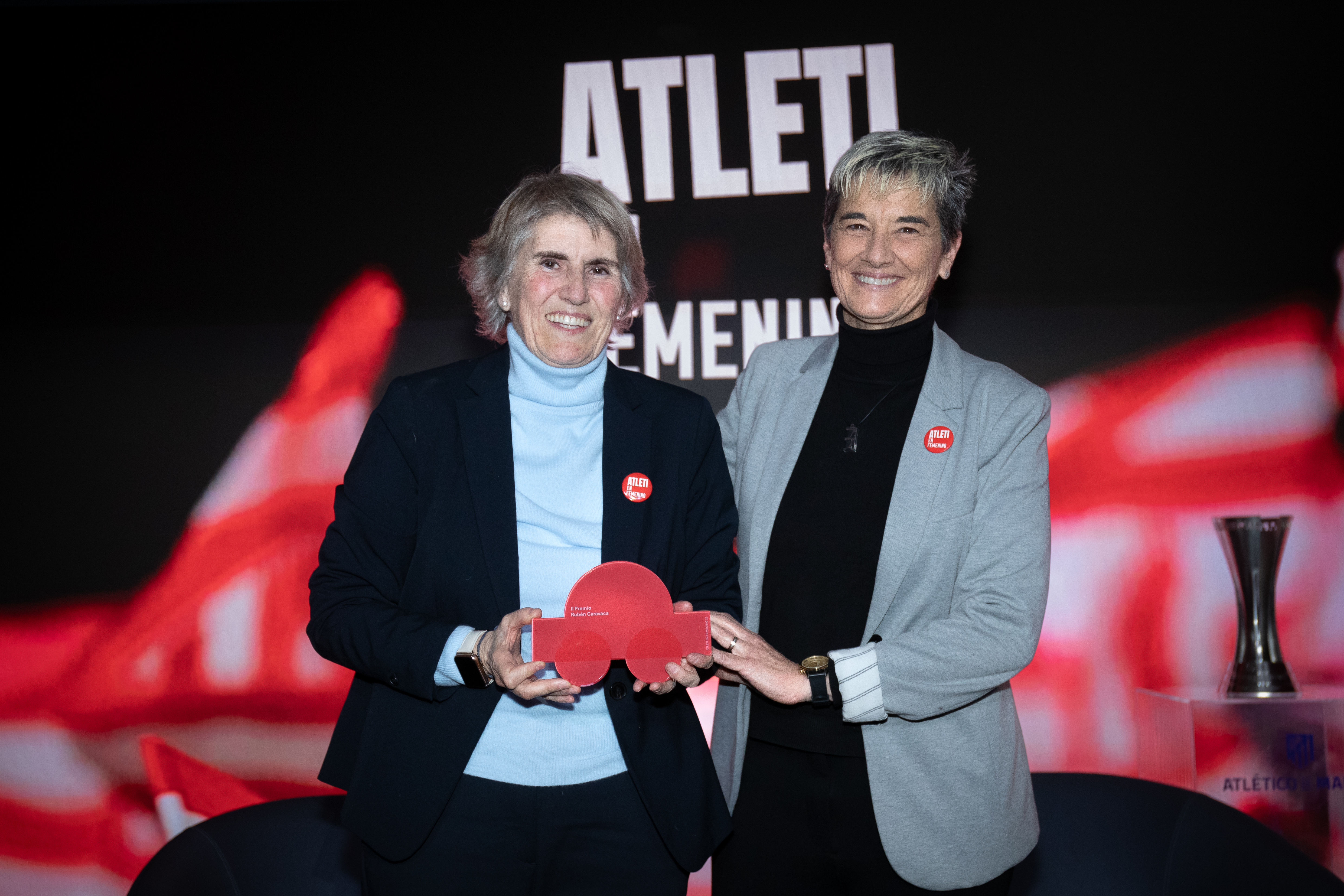
Paloma recibe el premio Rubén Caravaca de manos de Lola Romero en la III edición de Atleti en Femenino en 2025

- 2.º Premio de Novela Joven «Arturo Barea» por la novela Nunca tendrás los ojos de la serpiente, otorgado por la Comunidad de Madrid (1982).
- Premio Ondas 1988, compartido con el resto del operativo de TVE por la cobertura de los JJ. OO. de Seúl (1988).
- Medalla de Plata de la Real Orden del Mérito Deportivo, otorgada por el Consejo Superior de Deportes (2011).
- Premio Talento 2011 de la Academia de Televisión y de las Ciencias y Artes del Audiovisual de España (2011).
- Reconocimiento de la AIPS (Asociación Internacional de Periodistas Deportivos) junto a otros periodistas que han cubierto más de diez JJ. OO. (2012).[23]
- Premio Carrera de la Mujer Madrid 2014 (2014).[24]
- Premio de Prensa, Radio y Televisión, otorgado por el Ayuntamiento de Cornellá de Llobregat (2014).[25]
- Medalla de Oro de la Real Orden del Mérito Deportivo, otorgada por el Consejo Superior de Deportes (2015).[2]
- Mejor Comunicadora en el Deporte en los Premios Mujer, Deporte y Empresa, entregados en el I Congreso Ibérico Mujer, Deporte y Empresa (2015).[26]
- Premio Juan Manuel Gozalo, otorgado por el Comité Olímpico Español (2015).[27]
- Reconocimiento de la AIPS (Asociación Internacional de Periodistas Deportivos) junto a otros periodistas que han cubierto más de 10 JJ. OO. (2016).[28]
- Premio especial en la XIX Gala del Deporte de Onda Cero Almería (2016).[29]
- Premio especial en la XXIII Gala del Deporte de la Asociación Segoviana de la Prensa Deportiva (2017).[30]
- Premio «BaezaDiversa» en la modalidad de Deportes, otorgado por el Ayuntamiento de Baeza (2018).[31]
- Premio Ondas 2019 a la mejor presentadora (2019).[32]
- Premio Pilar Narvión, otorgado por el Grupo de Comunicación La Comarca (2020).[33]
- Premio Iris de la Crítica, otorgado por la Academia de Televisión y de las Ciencias y Artes del Audiovisual de España (2021).[34]
- Premio Comunicación, otorgado por Woman y Sport en los I Premios de la Mujer en el Deporte Woman-Sport (2021).[35]
- Reconocimiento a la difusión y promoción de la mujer deportista, otorgado por el Ayuntamiento de Madrid en la III Gala Mujeres Deportistas (2021).[36]
- Premio en la categoría de Deporte en los X Premios Alegría de Vivir (2022).[37]
- Premio «Bilbo Bihotzean», otorgado por Radio Bilbao en los Premios Radio Bilbao a la Excelencia (2022).[38]
- Premio Internacional Patrocina un Deportista. Septiembre de 2022.
- Premio ILVA Premio Internacional de Visibilidad Lésbica, concedido por Organización Europea de Lesbianas y LesWorking. Noviembre de 2022.
- Premio Chárter 100, por la ayuda a salir de Afganistán a 18 personas, 10 de ellas deportistas con discapacidad. Concedido por la Asociación de Empresarias Canarias. Noviembre de 2022.
- Premio Fundación España Activa, a la mejor comunicadora. Concedido por la Fundación España Activa. Noviembre de 2022.
- II Galardón por la Igualdad concedido por IU del Ayuntamiento de Llanera (Asturias). Enero de 2023.
- Premio Periodístico Lilí Álvarez 2023 en reconocimiento por "El trabajo continuado en visibilizar el deporte femenino y contribuir a la igualdad entre mujeres y hombres en el ámbito deportivo en España". Marzo de 2023.
- Premio a la Trayectoria en Periodismo Deportivo y Comunicación 2023. Concedido por la Universidad Europea de Madrid. Abril de 2023.
- Reconocimiento como Pionera, defensora e inspiradora del deporte femenino en España. VIII Congreso Deporte, Igualdad y Empresa. Cáceres, mayo de 2023.
- Premio honorífico "Iguales en el Deporte" concedido por el Consejo Superior de Deportes (CSD) por el videopodcast emitido en RTVE Play "Ya no me escondo", de temática LGTBI y el deporte. Junio de 2023.
- Reconocimiento como Pionera por su excelente trabajo y trayectoria en el mundo del periodismo, concedido por el Excmo. Ayuntamiento de Los Llanos de Aridane, junio de 2023.
- Premio Asociación LAIAK nacional 2023 por el apoyo al colectivo LGTBI. Tafalla, septiembre de 2023.
- Reconocimiento de la Fundación Deporte Joven por toda su carrera profesional. Bilbao, septiembre de 2023.
- Premio Álex Lliteras de Honor concedido por el Govern d’Andorra.  Octubre de 2023.
- Premio María de Villota- Ciudad de la Raqueta a la mejor comunicadora 2023. Octubre de 2023.
- Premio Asociación LAIAK nacional por el apoyo al colectivo LGTBI. Tafalla, septiembre de 2023.
- Premio Nacional de Periodismo Manuel Alcántara concedido por la Fundación Manuel Alcántara. Octubre de 2023.
- Premio Solidaridad PGR ONG.  Madrid, octubre de 2023.
- Premio Patrocina un Deportista por la serie Ya no Quiero Esconderme, en defensa del colectivo LGTBI, Madrid,  noviembre de 2023.
- Premio Blanca Fernández Ochoa, concedido por la Federación Española de Deportes de Invierno, Madrid, noviembre de 2023.
- Premio de Comunicación Alice Guy concedido por el Instituto de la Mujer de Castilla-La Mancha, Toledo, noviembre de 2023.
- Premio Valores del Deporte, concedido por el Diario Sport, Madrid, noviembre de 2023.
- Premio XXVI Festival Internacional de Cine LGBTI de Extremadura, FanCineGay/Queer, Badajoz, noviembre de 2023.
- Premio Madrid Horse Week  a toda una carrera profesional en el mundo de la hípica. Madrid, noviembre de 2023.
- Medalla de Oro de ADESP: Concedida por la Junta Directiva de la Asociación del Deporte de España, Madrid, febrero de 2024.
- Premio 5 Estrellas concedido por el Diario Vasco junto a María Escario y Olga Viza. San Sebastián, marzo de 2024.
- Premio Nacional del Deporte Reina Sofía, concedido por el Consejo Superior de Deportes. Madrid, abril de 2024.
- Premio Reconocimiento a toda una vida, concedido por el Diario Marca, marzo de 2024.
- Premio Independientes del Año, Concedido por el Ayuntamiento de Leganés, marzo de 2024.
- Premio de Comunicación concedido por la Yeguada Cartuja, Jerez de Frontera, abril de 2024.
- Premio Nacional de Televisión 2024, concedido por el Ministerio de Cultura. Julio de 2024. El jurado valoro haber sido "una mujer pionera en el ámbito del periodismo deportivo, altavoz de la diversidad y un referente para todas las personas que se dedican al periodismo deportivo en España”. [3]
- Doctora honoris causa por la Universidad Miguel Hernández de Elche. Consejo de Gobierno UMH 30 de octubre de 2024
- Premio Rubén Caravaca que reconoce la labor de personalidades, agrupaciones o proyectos que trabajen para fomentar valores como rebeldía, colaboración, fraternidad, multiculturalidad y amor por la cultura y el deporte, el 18 de marzo de 2025.[39][40]
- Premio a toda una vida profesional concedido por el Ayuntamiento de Los Yébenes, Toledo. 4 de junio de 2025
- Premio Dejando Huella, concedido por la Fundación Unicaja durante el CIBA Málaga. Fuengirola, 28 de junio de 2025

## Publicaciones
- Nunca tendrás los ojos de la serpiente (1982).
- Enredando en la memoria (2015). Editorial Libros.com. ISBN 978-84-16616-08-4.
- El papel de las mujeres en el deporte (2019). Editorial Santillana. ISBN 978-84-680-4751-5.
- Más que olímpicas (2021). Editorial Libros Cúpula. ISBN 978-84-480-2753-7.

Ha escrito además el prólogo de El origen del deporte femenino en España (2015), de Jorge García García, y el epílogo de Nosotras. Historias del olvidado deporte femenino (2018), de Rubén Guerrero.

## Filmografía

### Películas
| Películas | Películas                       | Películas        | Películas                                        | Películas         |
| Año       | Título                          | Personaje        | Notas                                            | Director          |
| --------- | ------------------------------- | ---------------- | ------------------------------------------------ | ----------------- |
| 2016      | La satisfacción es para siempre | Ella misma (voz) | Cortometraje documental promocional de Freixenet | Jorge Palomar     |
| 2018      | Más que plata                   | Ella misma (voz) | Cortometraje documental                          | Carlos Agulló     |
| 2019      | Hijas de Cynisca                | Ella misma       | Documental                                       | Beatriz Carretero |